# دوللي مورينو
دوللي مورينو ‏ ( في الإسكندرية - ) نحّاتة من مصر.